# Operon tryptofanowy

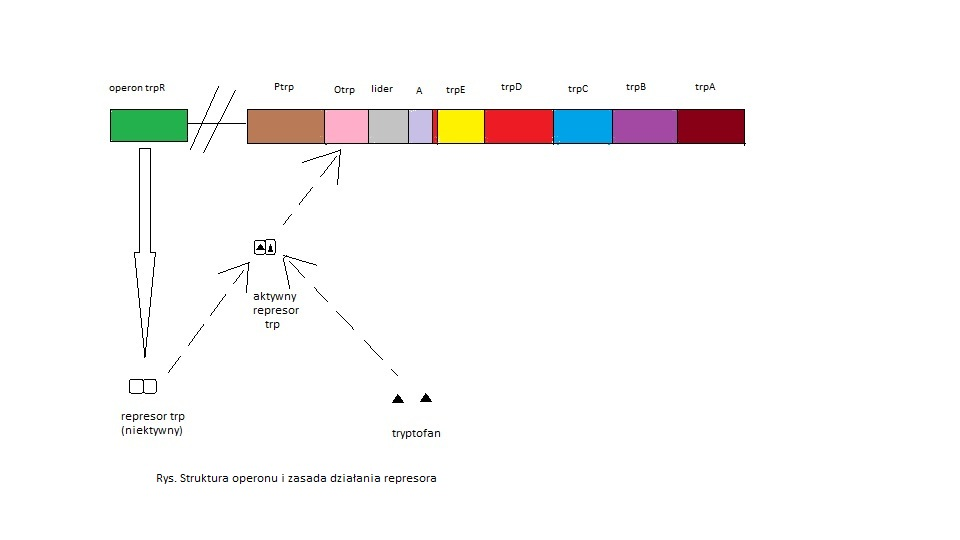
Operon tryptofanowy

Operon tryptofanowy – operon kodujący enzymy potrzebne do syntezy aminokwasu – tryptofanu. Składa się z operatora, promotora i pięciu genów struktury. 
Represor operonu tryptofanowego, kodowany przez gen trpR, jest produkowany w sposób ciągły. Gdy w komórce brak jest tryptofanu, represor pozostaje nieaktywny i nie blokuje on transkrypcji genów struktury. W komórce występuje w postaci dimerów. Gdy stężenie tryptofanu w komórce wzrasta, jego cząsteczki łączą się z nieaktywnym represorem. Następuje wówczas zmiana konformacji represora, dzięki czemu staje się on aktywny (tryptofan jest tu korepresorem). Aktywny represor blokuje operator, co uniemożliwia związanie się polimerazy RNA z DNA i prowadzenie transkrypcji genów operonu tryptofanowego (jest to więc system reprymowalny). Stan taki utrzymuje się tak długo, aż stężenie tryptofanu w komórce się zmniejszy. Tryptofan jest stale potrzebny w komórce, zatem kiedy go zabraknie, nieaktywny represor nie wiąże się z operatorem, dzięki czemu geny operonu tryptofanowego ulegają transkrypcji.
Synteza łańcucha RNA rozpoczyna się od lidera. Sekwencja liderowego RNA zawiera wydajne miejsce wiązania rybosomu. Produktem translacji liderowego RNA jest oligopeptyd, którego funkcja polega na określaniu stężenia dostępnego tryptofanu i regulowaniu terminacji transkrypcji.
Pomiędzy sekwencją liderową a pierwszym genem struktury znajduje się atenuator, pełniący funkcję w regulacji transkrypcji. Zawiera on krótką sekwencję palindromową G-C, po którym następuje osiem cząsteczek adenozyny. Taka sekwencja ośmiu adenozyn transkrybowana daje na RNA osiem cząsteczek uracylu. Kombinacja ta umożliwia utworzenie przez mRNA strukturę spinki do włosów, czyli działa ona jak skuteczny terminator transkrypcji.